# Marquesat de Pons
El Marquesat de Pons és un títol nobiliari atorgat el 27 de setembre de 1648 pel rei d'Espanya Felip IV a favor de Dalmau Lluís de Queralt i Alagó.
Dalmau Lluís de Queralt i Alagón era fill de Dalmau de Queralt i de Codina, II comte de Santa Coloma, baró de Queralt i baró de Pons i de Joana d'Alagó i Requesens, filla de Martí d'Alagó, I marquès de Villasor i d'Anna Elisabetta di Requesens, baronessa di San Giacomo.

## Marquesos de Pons
|                      | Titular                                                           | Període              |
| Creació per Felip IV | Creació per Felip IV                                              | Creació per Felip IV |
| -------------------- | ----------------------------------------------------------------- | -------------------- |
| I                    | Dalmau de Queralt i Alagó                                         | 1643-1689            |
| II                   | Antoni Folch de Cardona i Alagó                                   | 1689-1694/5          |
| III                  | Vicenç Felip Folch de Cardona i Milà                              | 1674/5-1704          |
| IV                   | Josefa Folch de Cardona i Bellvís de Moncada                      | 1704-1716            |
| V                    | Alonso Vicente de Solís y Folch de Cardona                        | 1716-1780            |
| VI                   | Álvaro de Solís Wignacourt y Folch de Cardona                     | 1780- ?              |
| VII                  | María Francisca de Asís Gutiérrez de los Ríos y Solís Wignancourt | ? -1836              |
| VIII                 | ,                                                                 |                      |
| IX                   | Manuel Falcó Escandón                                             | ? -1951              |
| X                    | Felipe Falcó y Fernández de Córdoba                               | 1951-                |
| XI                   | Carla Pía Falcó y Medina                                          | 1963-                |
| XII                  | José Felipe Motossian y Falcó                                     | 2010-actual titular  |

## Història dels marquesos de Pons
- Dalmau de Queralt i Alagó (? -1689), I marquès de Pons, III comte de Santa Coloma, I marquès d'Albolote.

El succeí el seu cosí germà:
- Antonio Folch de Cardona y Alagó (1623-1694/5), II marquès de Pons, II marquès de Castelnovo.

1. Casat amb Teresa Milá.

El succeí el seu fill:
- Vicenç Felip Folch de Cardona i Milà (1656-1694/1704), III marquès de Pons, III marquès de Castelnovo.

1. Casat amb Teresa Bellvís de Moncada.

El succeí la seva filla:
- Josefa Folch de Cardona y Bellvís de Moncada (f. en 1716), IV marquesa de Pons, IV marquesa de Castelnovo.

1. Casada amb José Ignacio de Solís, III duc de Montellano.

El succeí el seu fill:
- Alonso Vicente de Solís y Folch de Cardona (1708/20-1780), V marquès de Pons, IV duc de Montellano.

1. Casat amb María Augusta Wignacourt Arenberg y Manrique de Lara, IV comtessa de Frigiliana.

El succeí el seu fill
- Álvaro de Solís Wignacourt y Folch de Cardona, VI marquès de Pons, V duc de Montellano, IV comte de Saldueña.

1. Casat amb María Andrea Lasso de la Vega y Silva, IV duquessa del Arco, XI marquesa de Miranda de Anta, VII comtessa de Puertollano, comtessa de Montehermoso.

El succeí la seva filla:

-María Vicenta de la Soledad de Solís y Lasso de la Vega, VI duquessa de Montellano, IV duquessa de Arco, XII marquesa de Miranda de Anta, VII comtessa de Saldueña que es casà amb Carlos José Gutiérrez de los Ríos, I duc de Fernán Núñez, VI marquès de Castel-Moncayo X marquès de la Alameda, XI comte de Barajas, IV comte de Villanueva de las Achas, la filla d'ambdós, per tant la seva neta:
- María Francisca de Asís Gutiérrez de los Ríos y Solís Wignancourt (1801-1836), VII marquesa de Pons, II duquessa de Fernán Nuñez, VII Marquesat de Castel-Moncayo, XI marquesa de la Alameda, XII comtessa de Barajas, V comtessa de Villanueva de las Achas, i del seu espòs Felipe Ossorio y de la Cueva, V marquès de la Mina, VII comte de Cervellón, comte d'Aroca, XII comte d'Elda.

Fou la seva filla:
-María del Pilar Ossorio y Gutiérrez de los Ríos, VII duquessa de Montellano, III duquessa de Fernán Núñez, duquessa de Arco i comtessa de Cervellón, VIII marquesa de Castel-Moncayo.
1. Casada amb Manuel Falcó y d'Adda, marquès d'Almonacir.

Fou el seu fill:
-Felipe Falcó y Ossorio, (1839-1931), VIII duc de Montellano, Gentilhome Gran d'Espanya amb exercici i servitud del Rei Alfons XIII.
1. Casat amb Carlota Maximiliana de Escandón y Barrón, Dama de la Reina Victòria Eugènia d'Espanya.

El succeí el seu fill:
- Manuel Falcó Escandón (1892-1975), IX marquès de Pons, IX duc de Montellano, XI marquès de Castel-Moncayo, también Gentilhome Gran d'Espanya amb exercicio i servitud del Rei Alfons XIII.

1. Casat amb Hilda Joaquina Fernández de Córdoba y Mariátegui, també com la seva sogra Dama de la Reina Victòria Eugènia d'Espanya XIII marquesa de Mirabel, III comtessa de Santa Isabel, XII comtessa de Berantevilla.

El succeí el seu fill: 
- Felipe Falcó y Fernández de Córdoba, X marquès de Pons.

1. Casat amb María del Rocío de Medina y Liniers.

El succeí la seva filla:
- Carla Pía Falcó y Medina (1957), XI marquesa de Pons, X duquessa de Montellano, IV comtessa de Santa Isabel.

1. Casada amb Jaime Matossian y Osorio.

El succeí el seu fill:
- José Felipe Motossian y Falcó, XII marquès de Pons.